# 奥德雷·洛德
奥德雷·洛德（英語：Audre Lorde，1934年2月18日—1992年11月17日）是美国作家、女权主义者、图书管理员和民权活动家。她自称是「黑人、女同性恋者、母亲、战士、诗人」，她反對种族主义、性别主义、阶级主义、资本主义、异性恋主义和同性恋恐惧症等现象。
作为一名诗人，她用她的诗作表达了她對社会不公正现象的愤怒和愤慨。她的诗歌和散文主要涉及与民权、女权主义、女同性恋、疾病和残疾有关的问题，以及对黑人女性身份的探讨。1989年，奥德雷·洛德獲得美國圖書獎。奥德雷·洛德晚年因罹患肝癌去世。

## 早期生活
洛德出生于纽约市，她的父亲来自巴巴多斯，母亲是来自卡里亚库岛的格林纳达人，弗雷德里克-拜伦-洛德和琳达-格特鲁德-贝尔玛-洛德定居在哈莱姆。